# São Mamede de Infesta e Senhora da Hora
São Mamede de Infesta e Senhora da Hora est une paroisse civile portugaise (en portugais : freguesia) de la municipalité de Matosinhos, dans le district de Porto.
Son nom officiel est União das freguesias de São Mamede de Infesta e Senhora da Hora. Elle est créée par la loi no 11-A/2013 du 28 janvier 2013 portant réorganisation administrative du territoire des freguesias, en fusionnant São Mamede de Infesta et Senhora da Hora. Son siège est à Senhora da Hora.
Lors du recensement de 2021, São Mamede de Infesta e Senhora da Hora compte 49 832 habitants. C'est ainsi la paroisse civile la plus peuplée de la municipalité de Matosinhos, devant Matosinhos e Leça da Palmeira (49 034 habitants).